# Weidingen (Luxemburg)
Weidingen (en luxemburguès: Wegdichen; en alemany:  Weidingen) és una vila de la comuna de Wiltz, situada al districte de Diekirch del cantó de Wiltz. Està a uns 42 km de distància de la ciutat de Luxemburg.